# Controvento
Pour plus de détails, voir Fiche technique et Distribution.
Controvento est un film italien réalisé par Peter Del Monte, sorti en 2000, avec Margherita Buy, Valeria Golino et Ennio Fantastichini dans les rôles principaux.

## Synopsis
Nina (Valeria Golino), une actrice instable, et sa sœur Clara (Margherita Buy), une pédopsychiatre frustrée, tombent amoureuses du même homme, Leo (Ennio Fantastichini). Dans la ville de Turin, les trois se croisent et se cherchent alors, sans se trouver.

## Fiche technique
- Titre : Controvento
- Titre original : Controvento
- Réalisation : Peter Del Monte
- Scénario : Peter Del Monte, Gloria Malatesta et Claudia Sbarigia
- Photographie : Saverio Guarna
- Montage : Simona Paggi (it)
- Musique : Paolo Silvestri
- Décors : Tommaso Bordone
- Producteur : Peter Del Monte, Andrea De Liberato et Carlo Pontesilli
- Société de production : Poetiche Cinematografiche et Controvento Film
- Pays d'origine :  Italie
- Langue : Italien
- Format : Couleur
- Genre : Drame
- Durée : 94 minutes
- Dates de sortie :  Italie : 3 novembre 2000

## Distribution
- Margherita Buy : Clara
- Valeria Golino : Nina
- Ennio Fantastichini : Leo
- Maria Monti : la mère des deux sœurs
- Stefano Abbati (it) : Attilio
- Stefania Marsala : Teresa
- Eleonora Danco : la mère de Teresa
- Varo Venturi (it)

## Distinctions

### Prix
- Meilleur film italien au Los Angeles Italia Film Festival (en) en 2001.

### Nominations
- Ciak d'oro de la meilleure bande sonore pour Paolo Silvestri en 2001.
- Festival international du film du Caire : Pyramide d'or en 2001.